# Koumaradaíoi
Koumaradaíoi (Koumaradaioi) är en ort i Grekland.   Den ligger i prefekturen Nomós Sámou och regionen Nordegeiska öarna, i den östra delen av landet, 280 km öster om huvudstaden Aten. Koumaradaíoi ligger 320 meter över havet och antalet invånare är 123. Den ligger på ön Samos.
Terrängen runt Koumaradaíoi är varierad.Runt Koumaradaíoi är det ganska tätbefolkat, med 52 invånare per kvadratkilometer. Närmaste större samhälle är Néon Karlovásion, 15,1 km nordväst om Koumaradaíoi. 